# Marea Arafura

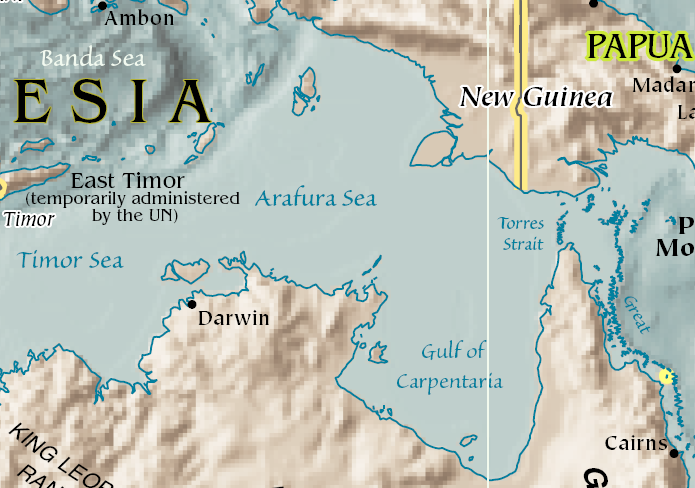
Marea Arafura

Marea Arafura este o mare tropicală situată între Australia și insula Noua Guinee. Marea comunică cu Oceanul Indian și Oceanul Pacific. Ea are o suprafață de 650.000 km², având adâncimea medie de 150 m și cu o adâncime maximă de 3.680 m. Marea a luat naștere în ultima perioadă de glaciațiune. In trecutul îndepărtat populația asiatică a reușit să treacă pe o porțiune de uscat în Australia. Apa mării de la suprafață este tot timpul anului foarte caldă. Marea Arafura este mărginită la vest de Marea Timor, la est se află strâmtoarea Torres, Papua-Noua Guinee, la nord partea de vest a Insulelor Moluce iar la sud Australia cu provinciile din nord Queensland și Northern Territory ca și golful Carpentaria. Marea Arafura oferă o sursă de pește pentru locuitorii din regiune, populația de pește fiind în ultimul timp decimată printr-un pescuit irațional. In adâncime se presupune că există zăcăminte de gaz natural și petrol. Organizația „The Arafura and Timor Seas Experts Forum (ATSEF)“ a fost constituită pentru a se lua măsuri de protecție a calității apei.